# Загути
Загути, или загути Кювье (Plagiodontia aedium) — вид грызунов из подсемейства хутиевых семейства щетинистых крыс. Видовое название дано в честь французского зоолога Фредерика Кювье (1773—1838).

## Описание
Длина тела загути составляет 31,2 см, хвоста — 15,3 см. Вес составляет до 1,3 кг. Телосложение крепкое, голова широкая, уши небольшие и короткие, хвост чешуйчатый, голый. Как передние, так и задние ноги имеют по пять пальцев, все вооружены когтями кроме большого пальца, который имеет короткий, тупой ноготь. Самки имеют три пары грудных молочных желез. Беременность длится 120—150 суток, после чего на свет появляются один или двое детёнышей.

## Распространение
Вид проживает на острове Гаити в тропических и субтропических лесах, а также в скалистых районах на высоте до 2 000 метров над уровнем моря, хотя его экологическая ниша находится в районах с влажным климатом.

## Образ жизни
Загути живут небольшими семейными группами. Одни группы занимают норы или расщелины в скалах и ищут корм на земле, другие же занимают дупла деревьев и перемещаются по деревьям, редко спускаясь на землю. Ведут ночной образ жизни, питаясь широким спектром растительной пищи: листьями, побегами, корой, плодами и корнями, в том числе сельскохозяйственными культурами, такими как кукуруза, маниок и голубиный горох.